# Avraham David Horowitz
Pour les articles homonymes, voir Horowitz.
Avraham David Horowitz, né le 13 novembre 1911, à Bolekhiv (Bolkhov), Galicie, aujourd'hui en Ukraine et mort le 22 août 2004 à Jérusalem), est un Grand-rabbin français orthodoxe non-consistorial. Il officie à Strasbourg, dans la synagogue Adath-Israël.

## Biographie
Avraham David Horowitz est  né le 13 novembre 1911 (22 Heshvan 5672), à Bolekhiv (Bolkhov), Galicie, aujourd'hui en Ukraine. Son père, le rabbin Shlomo Yehudah Horowitz, est le rabbin de Bolekhiv, après avoir succédé à ce poste à son propre père, le rabbin Aharon Meir Horowitz. Son grand-père maternel est le rabbin Pinchos Levi Horowitz, le Kossover Dayan et l'auteur de Pischa Zuta et de Beis Pinchas et un des plus importants disciples du  rabbin Haim Halberstam de Sanz, le Divrei Chaim (1793-1876). 
Jeune, il devient orphelin: il a 3 ans à la mort de sa mère et 9 ans à la mort ee son père. Il est élevé par son grand-père à Oradea (Großwardein) en Transylvanie, Roumanie.
En 1934 (5694), il épouse, Bracha Silberman, morte le 23 mai 1944 à Auschwitz, la fille du rabbin Eliezer Lipa Zilberman (Silberman), le Ratzferter Rebbe, petit-fils du Gorlitzer Rav. Eliezer Lipa Zilberman est né circa 1880, à Ratzfert (Újfehértó), en Hongrie et est mort le 23 mai 1944 à Auschwitz.  

### Oradea
Horowitz fait partie du Beth Din  de Oradea (Großwardein), en Transylvanie, Roumanie, , aux côtés du rabbin Yitzchok Yaakov Weiss, le  Minchas Yitzchak, avant la Seconde Guerre mondiale.

### Seconde Guerre mondiale
Il survit la Shoah et Auschwitz. Toute sa famille est décimée. Il perd son épouse et ses cinq enfants,.

### Strasbourg
Il devient en 1947, et durant plus de trois décennies. rabbin de Adath-Israël et président du Tribunal rabbinique (Av Beth Din) de la Communauté de Strasbourg,. Il œuvre dans la Cacherouth et assure le rétablissement du Mikvé.
Son disciple le rabbin Roger Winsbacher lui succède à la tête de la synagogue de rite polonais de Strasbourg, Adath Israel (située d'abord rue de la Nuée-Bleue, puis au 9 rue Sellénick).

### Jérusalem
En 1980, Avraham David Horowitz devient Av Beth Din à la Edah Haredit de Jérusalem.

### Mort
Avraham David Horowitz est décédé le 22 août 2004 (6 Eloul 5764) à Jérusalem, à l'âge de 93 ans.
Sa deuxième épouse, Nechama Horowitz, née Weidman, la fille du rabbin Yechezkel Weidman, le rabbin de Sitchel (Săcel (Maramureș), en Roumanie, une survivante d'Auschwitz, est décédée en 2012.

## Œuvre
- Kinyan Tora Bahalakha, ouvrage majeur de Halakha, qui contient des centaines de responsae écrites à des Juifs du monde entier[11],[12],[13].